# Amedeo Avogadro
 (mai 2022).
Si vous disposez d'ouvrages ou d'articles de référence ou si vous connaissez des sites web de qualité traitant du thème abordé ici, merci de compléter l'article en donnant les références utiles à sa vérifiabilité et en les liant à la section « Notes et références ».
Pour les articles homonymes, voir Avogadro.

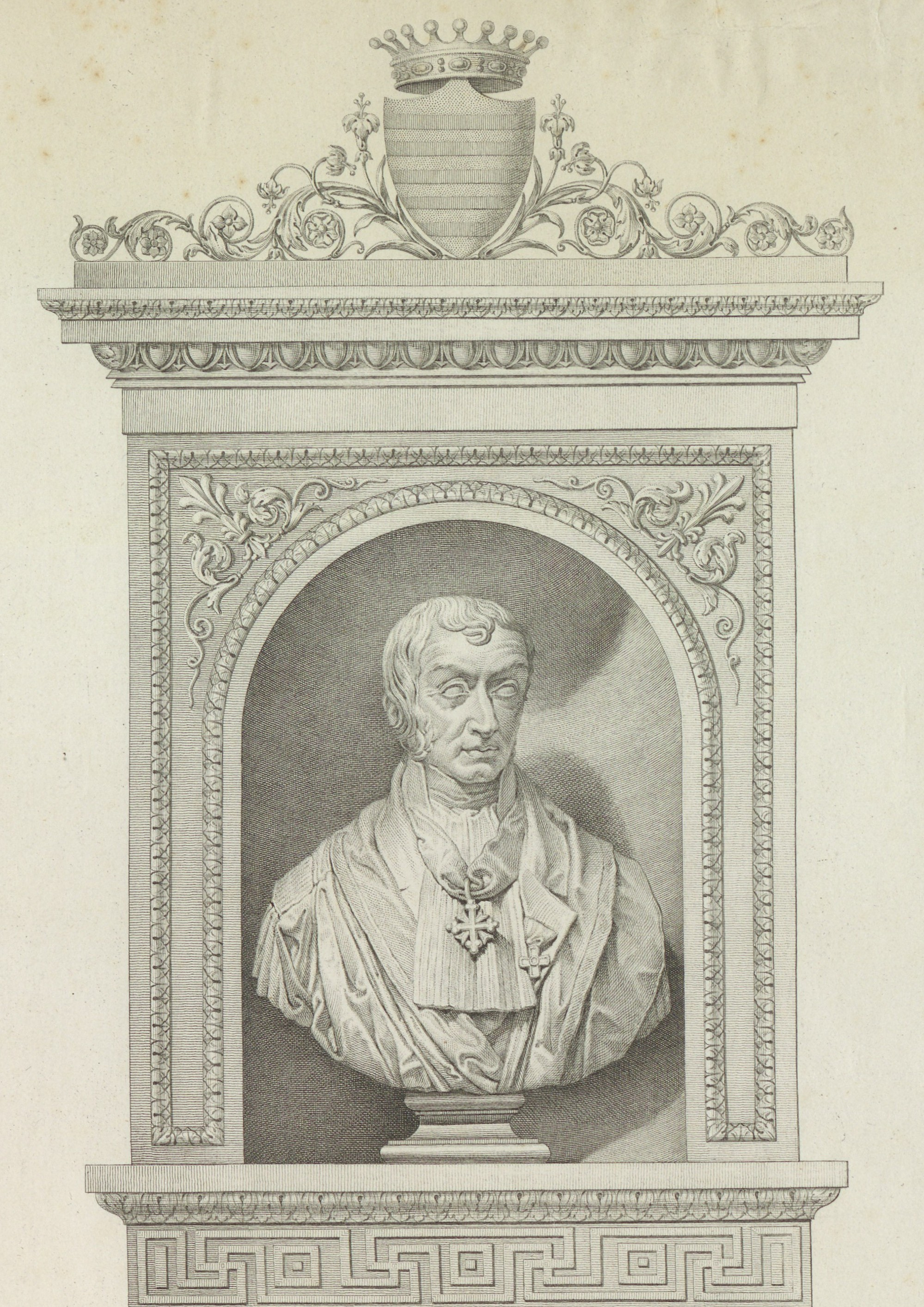
Amedeo Avogadro

Lorenzo Romano Amedeo Carlo Avogadro, comte de Quaregna et de Cerreto, connu sous le nom d’Amedeo Avogadro, est un  physicien, chimiste et mathématicien italien né à Turin le 9 août 1776 et mort le 9 juillet 1856. Il est notamment connu pour la loi d'Avogadro, qui énonce que deux volumes égaux de gaz différents, dans les mêmes conditions de température et de pression, contiennent un nombre identique de molécules, et pour le nombre qui porte également son nom et définit la mole.

## Origines et études
Fils d'un magistrat de Turin, Amedeo Avogadro commence par suivre la voie paternelle. Il passe une licence de droit en 1795 et s'inscrit au barreau de sa ville natale. Mais son goût pour la physique et les mathématiques, auxquelles il n'a cessé de s'intéresser en solitaire, le pousse à entamer sur le tard des études scientifiques. En 1806, Amedeo Avogadro abandonne sa carrière de juriste pour se consacrer à la physique. En 1809, il fait une communication à l'Académie impériale de Turin ; le succès qu'il remporte grâce à elle lui permet d'obtenir un poste de professeur au Collège royal de Verceil. En 1820, l'Université de Turin crée pour lui une chaire de physique qu'il gardera jusqu'à la fin de sa vie. Il épouse en 1821 Fransesca Bitela, qui devient Fransesca Avogadro et qui l'accompagnera jusqu'à sa mort.

## Travaux

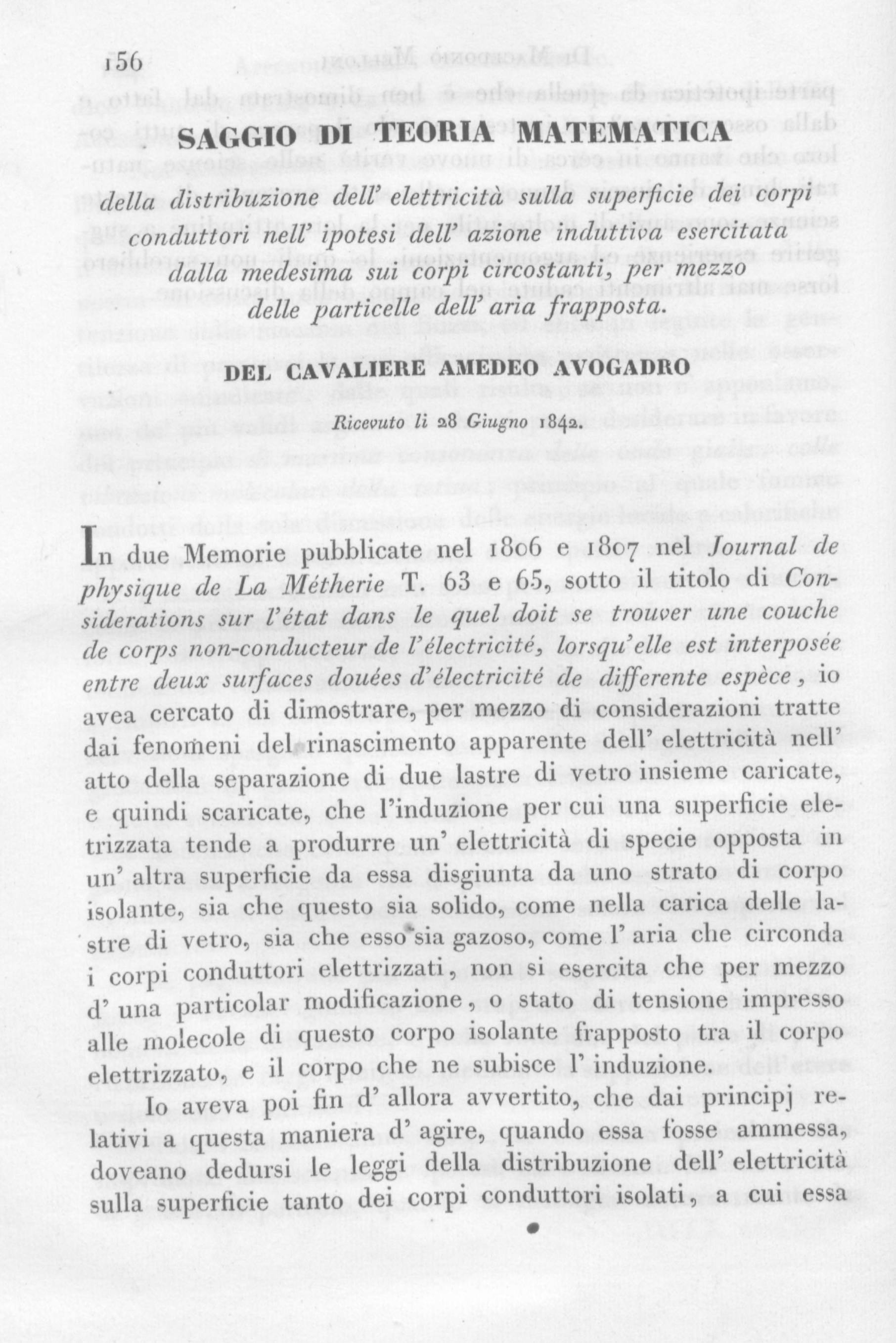
Saggio di teoria matematica della distribuzione dell'elettricità sulla superficie dei corpi conduttori, 1844.

Mémoire sur les chaleurs spécifiques.

En 1811, il énonce l'hypothèse restée célèbre sous le nom de « loi d'Avogadro ». S'appuyant sur la théorie atomique, la loi de Dalton et la loi de Gay-Lussac sur les rapports volumiques, il découvre que deux volumes égaux de gaz différents, dans les mêmes conditions de température et de pression, contiennent un nombre identique de molécules. Ainsi, il devient possible de déterminer la masse molaire d'un gaz à partir de celle d'un autre. Il envoie le mémoire dans lequel il développe cette théorie au Journal de Physique, de Chimie et d'Histoire naturelle qui le publie le 14 juillet 1811 sous le titre « Essai d'une manière de déterminer les masses relatives des molécules élémentaires des corps, et les proportions selon lesquelles elles entrent dans ces combinaisons ». La difficulté la plus importante qu'il doit surmonter concerne la confusion faite à cette époque entre atomes et molécules. L'une de ses contributions les plus importantes est de faire clairement la distinction entre les deux en admettant que les molécules peuvent être constituées d'atomes (distinction que ne fait pas John Dalton, par exemple). En réalité, il n'utilise pas le mot atome dans ses travaux (à l'époque les termes atome et molécule sont utilisés de manière indistincte), mais il considère qu'il existe trois sortes de molécules, dont l'une est une molécule élémentaire (atome). Il effectue également une distinction entre les termes de masse et de poids
.
En 1814, il publie un Mémoire sur les masses relatives des molécules des corps simples, ou densités présumées de leur gaz, et sur la constitution de quelques-uns de leurs composés, pour servir de suite à l'Essai sur le même sujet, publié dans le Journal de Physique, juillet 1811 qui s'intéresse à la densité des gaz.
En 1820, l'université de Turin crée pour lui une chaire de physique qu'il occupera jusqu'à son décès. En 1821, il publie un autre mémoire intitulé « Nouvelles considérations sur la théorie des proportions déterminées dans les combinaisons, et sur la détermination des masses des molécules des corps » et peu après « Mémoire sur la manière de ramener les composés organiques aux lois ordinaires des proportions déterminées ».
Il prend part avec un enthousiasme prudent aux mouvements de révolution politique de 1821 dirigés contre le roi de Sardaigne, ce qui lui vaut de perdre son poste à Turin deux ans plus tard. La déclaration officielle de l'université justifiant cette mise à l'écart stipule que l'université est « très heureuse de permettre à ce scientifique de prendre quelque repos de ses activités d'enseignement contraignantes pour qu'il puisse se consacrer pleinement à ses recherches ». Cependant, son isolement politique décroît progressivement avec l'intérêt porté aux idées révolutionnaires par les rois de Savoie, intérêt qui culmine en 1848 quand Charles-Albert de Sardaigne accorde une constitution moderne. Bien avant cela en 1833, Avogadro peut reprendre son poste à l'université de Turin du fait de l'intérêt porté à ses travaux scientifiques.
En 1841, il achève et publie ses travaux en quatre volumes sous le titre Fisica dei corpi ponderabili, ossia Trattato della costituzione materiale de' corpi.

## Réactions de la communauté scientifique
La communauté scientifique ne réserve pas un accueil enthousiaste à ses théories et ses hypothèses ne sont pas acceptées immédiatement. Trois ans après lui, André-Marie Ampère obtient les mêmes résultats par d'autres méthodes (Sur la détermination des proportions dans lesquelles les corps se combinent d'après le nombre et la disposition respective des molécules dont leurs particules intégrantes sont composées), mais ses théories sont accueillies avec la même indifférence. Il faut attendre les travaux de Gerhardt, Laurent et Williamson sur les molécules organiques pour montrer que la loi d'Avogadro est indispensable pour expliquer pourquoi des molécules en quantité égale occupent le même volume à l'état gazeux.
Cependant, dans ces expériences, certaines substances semblent faire exception à la règle. La solution est trouvée par Stanislao Cannizzaro, qui explique au cours d'un congrès en 1860 (quatre ans après la mort d'Avogadro) que ces exceptions s'expliquent par des dissociations des molécules au cours du chauffage.
Avec sa théorie cinétique des gaz, Rudolf Clausius peut fournir une nouvelle confirmation de la loi d'Avogadro. Peu après, Jacobus Henricus van 't Hoff apporte la dernière confirmation à la théorie grâce à ses travaux sur les solutions diluées.
Le nom d'Avogadro reste lié à celui du nombre d'Avogadro indiquant le nombre de molécules contenues dans une mole.

## Utilisation des travaux d'Avogadro dans les sciences

### Mole et nombre d'Avogadro
Le nombre d'Avogadro est lié par la relation suivante :
{\displaystyle n=N/N_{\text{A}}}
avec :
n : la quantité de matière (abusivement nommé nombre de moles) ;
N : le nombre d'entités microscopiques (atomes, ions, molécules) ;
NA : le nombre d'Avogadro ou constante d'Avogadro.

### Volume molaire des entités
Pour un gaz, on peut déterminer son volume ou sa quantité de matière en fonction de la température et de la pression de celui-ci ; on utilise pour cela la relation suivante :
{\displaystyle n=V/V_{\text{m}}}
avec :
n : la quantité de matière (parfois abusivement nommée « nombre de moles ») ;
V : le volume du gaz en L ;
Vm : le volume molaire en L/mol.
Le volume molaire d'un gaz à 0 °C et à pression atmosphérique est de 22,41 L/mol ; à 20 °C et à pression atmosphérique, le volume molaire est de 24,0 L/mol.

## Honneur
L'astéroïde (12294) Avogadro porte son nom.